# Famille von Küssow
La famille von Küssow est le nom d'une famille noble de Poméranie éteinte.

## Histoire
La famille est mentionnée pour la première fois dans un document en 1336 avec Nicolaus Küssow. La lignée continue de la famille commence avec le conseiller du duc Bogislaw VI et héritier de Quitzin et Megow, Heinrich von Küssow (mort après 1376).
Erasmus Ernst Friedrich von Küssow (1692-1757), chambellan électoral trévois puis impérial est élevé au rang de comte d'Empire le 7 novembre 1723 à Brandeis-sur-l'Elbe avec le salut haut et bien né.
Les cousins Joachim Friedrich von Küssow (1709-1777), conseiller du gouvernement royal prussien et héritier de Klein Küssow avec Verchland et Kunow, Joachim Balthasar von Küssow (mort après 1752), administrateur d'arrondissement royal prussien et héritier de Kloxin, Hans Wilhelm von Küssow, Carl Wilhelm von Küssow, seigneur héréditaire de Klücken, et George Friedrich von Küssow, seigneur de la seigneurie de Quitzin, reçoivent le 8 août 1752 l'autorisation prussienne de porter le titre de comte.
La dalle funéraire en calcaire sur le mur nord du chœur de l'église de Benz (de), qui montre le relief plat du chancelier princier Jakob von Küssow, décédé en 1586 et vêtu d'un habit de chevalier, se trouve à l'origine au-dessus du caveau du défunt, au centre du chœur.

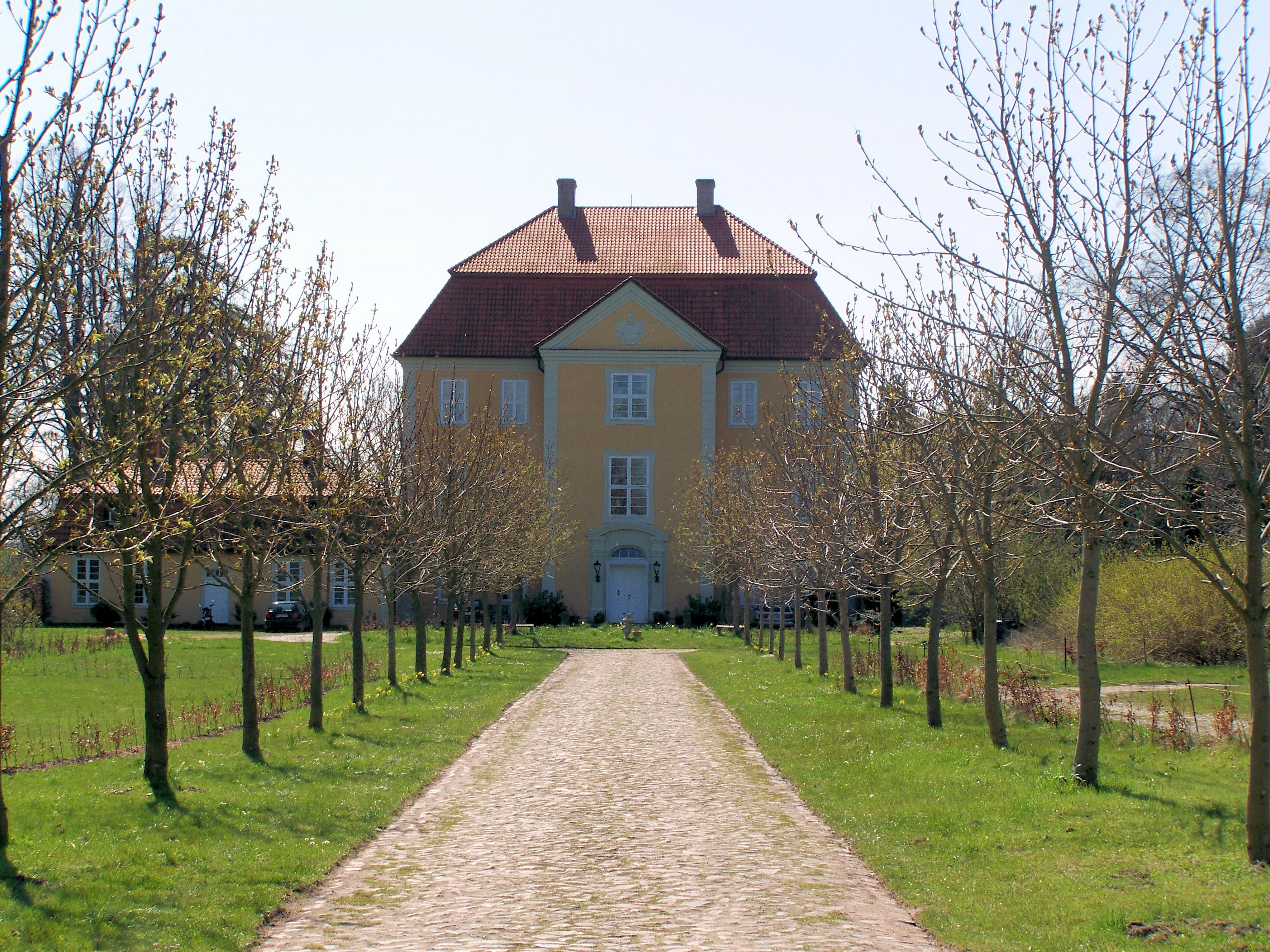
(2008)

Les vastes domaines de la famille se trouvent principalement dans les arrondissements poméraniens de Pyritz et Grimmen, dont Müggenwalde fait partie. Mais il y aussi des propriétés foncières de longue date dans la Nouvelle-Marche, par exemple à Trampe dans l'arrondissement de Soldin (de). La famille aurait également possédé des domaines dans le Mecklembourg, mais pas l'indigénat du Mecklembourg. Parmi les biens de la famille, Klein Küssow avec Verchland et Kunow, dont le dernier propriétaire est le comte Jochen Friedrich von Küssow (mort e 1777), est passé aux von Zastrow via la fille de ce dernier, Friederike Gottliebe von Küssow. Friedrich von Zastrow, utilisateur du fidéicommis de Verchland avec Klein Küssow établi par sa grand-tante Friederike von Zastrow, née comtesse von Küssow, obtient le 15 août 1801 à Berlin une union de nom prussienne avec le nom de Küssow comme von Zastrow genannt von Küssow . Megow est resté avec la famille Küssow jusqu'en 1797, mais revient ensuite à la famille von Schöning, qui possède également le domaine avant la famille Küssow. À Quitzin, le domaine ancestral de la famille, le manoir baroque est construit en 1607 pour le conseiller ducal-poméranien et chancelier Erasmus von Küssow. Cette propriété reste en possession des comtes de Küssow jusqu'à la mort du comte Ludwig Julius Erasmus von Küssow (mort en 1824), avec lequel la lignée s'éteint en ligne masculine ; une longue querelle de succession à Vienne s'ensuit.

## Armes

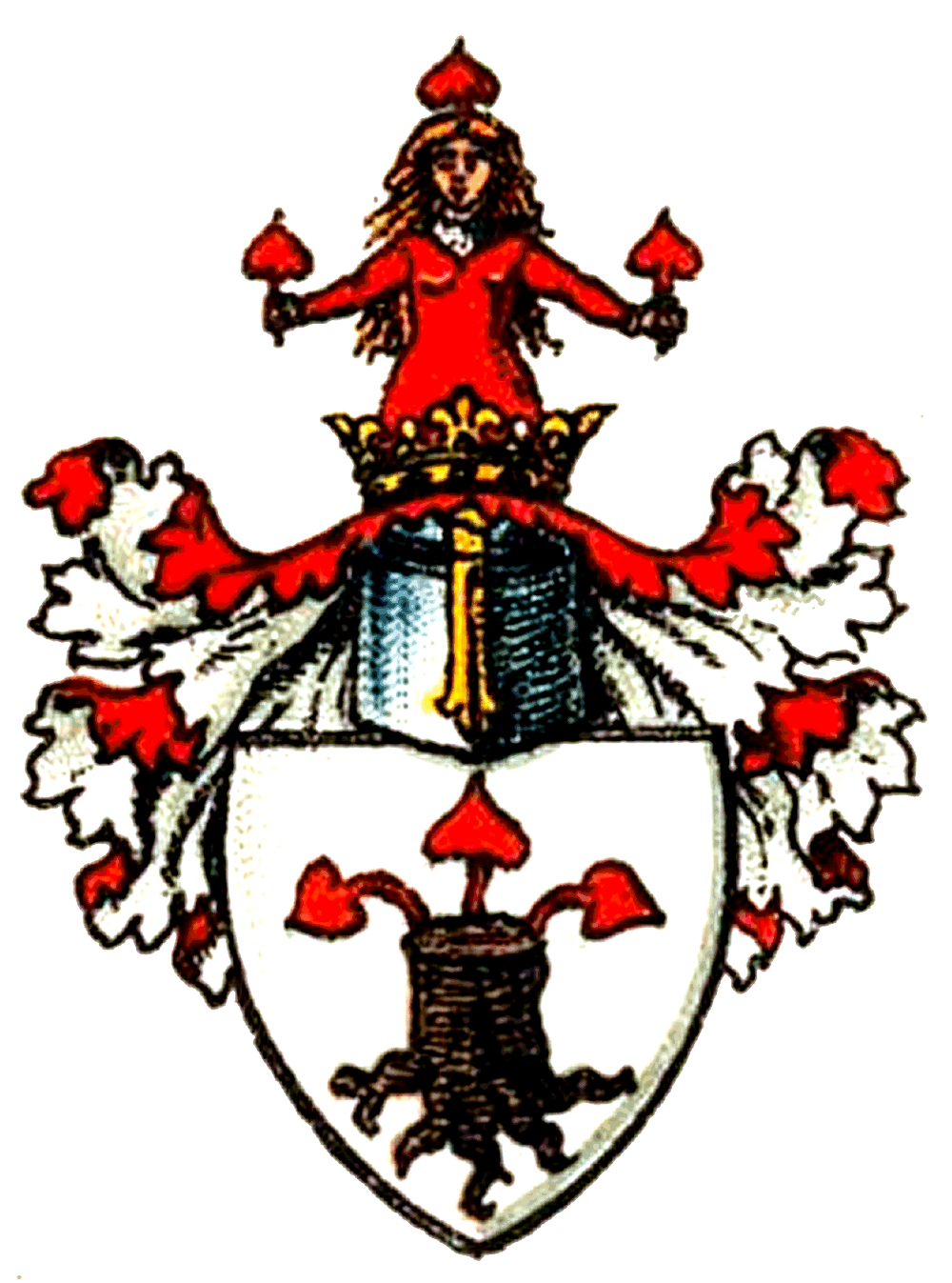
Les armoiries de la famille von Küssow.

- Les armoiries de la famille montre en or (ou en argent) un tronc d'arbre noir déraciné d'où poussent trois feuilles rouges. Sur le casque aux lambrequins rouge-or (rouge-argent) se trouve une Vierge grandissante, vêtue de rouge et couronnée, tenant une feuille rouge dans chaque main, sa couronne ornée d'une feuille rouge.
- Les armoiries comtales (1723) montrent dans le quatrième écu recouvert d'écusson en cœur (armoiries primaires): dans les champs 1 et 4 deux barres rouges en argent, un ours noir couronné poussant vers l'intérieur depuis l'inférieur; 2 et 3 en or deux barres droites obliques noires. Trois casques : à droite, avec des couvertures noires et argentées, l'ours qui grandit, au milieu, la jeune fille (armoiries tribales), et à gauche, avec des couvertures noires et dorées, un piétinement de paon naturel. Porte-bouclier : deux griffons rouges couronnés.

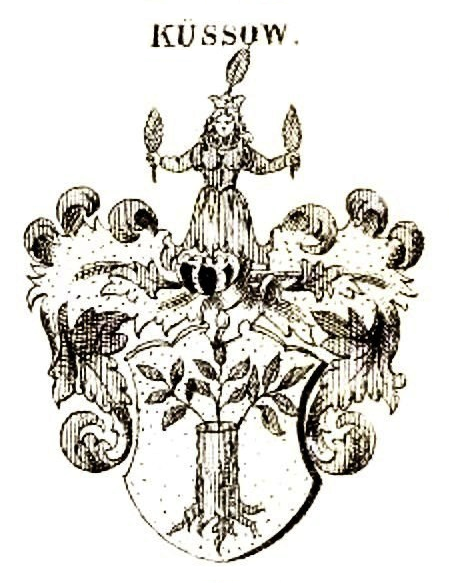
Les armoiries de la famille von Küssow
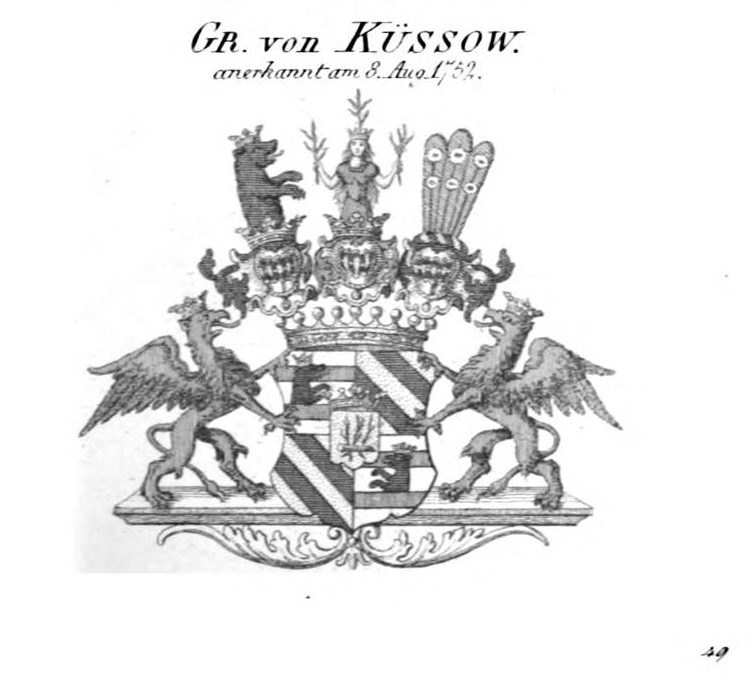
Armoiries des comtes de Küssow

## Personnalités
- Michael Küssow (mort en 1558), 1540-1558 Chambellan du duc Philippe Ier de Poméranie
- Jacob Küssow (mort en 1586), maréchal de la cour du duc Philippe Ier, capitaine de Wolgast et Pudagla
- Christian Küssow (vers 1520-1587), professeur de droit à Greifswald, conseiller poméranien, capitaine de Grimmen et Tribsees, chanoine et chantre à la cathédrale de Cammin
- Georg Küssow (mort avant 1616), intendant de Poméranie
- Erasmus Küssow (1572-1629), chambellan de Poméranie, conseiller, chancelier, administrateur d'arrondissement et capitaine de Franzburg, prélat et scolastique à la cathédrale de Cammin
- Christian Ulrich Küssow (mort en 1569), conseiller du Holstein
- Hans Küssow (1613-1662), administrateur d'arrondissement de Brandebourg-Poméranie, prélat et scolastique à la cathédrale de Cammin
- Kaspar Ernst von Küssow (1634–1686), colonel brandebourgeois, seigneur de Klücke et Kloxin
- Bernd Joachim von Küssow (1687–1743), administrateur de l'arrondissement de Pyritz
- Erasmus Ernst Friedrich von Küssow (1692–1757), chambellan électoral, véritable conseiller privé impérial et chambellan
- Joachim Friedrich von Küssow (1709–1777), conseiller du gouvernement prussien et chevalier de Saint-Jean
- Christian Friedrich von Küssow (de) (1721–1758), administrateur de l'arrondissement de Soldin (de)
- Joachim Balthasar von Küssow (mort après 1752), administrateur d'arrondissement prussien